# Campionato italiano maschile di pallanuoto 1903

La formazione della Rari Nantes Roma vincitrice del torneo

Il campionato italiano 1903 è stata la 3ª edizione del campionato italiano maschile di pallanuoto, ma non viene ufficialmente riconosciuto dalla Federazione Italiana Nuoto. Il torneo, organizzato dalla Federazione Italiana di Nuoto Rari Nantes, fu giocato alle Acque Albule di Tivoli e per la prima volta ebbero due squadre partecipanti: i campioni in carica della Rari Nantes Roma e gli sfidanti della Romana Nuoto. Il titolo fu giocato con una singola partita, vinta dalla Rari Nantes Roma per 3-0.

## Classifica
|  | Pos. | Squadra          | Pt | G | V | N | P | GF | GS | DR |
|  | ---- | ---------------- | -- | - | - | - | - | -- | -- | -- |
|  | 1.   | Rari Nantes Roma | 2  | 1 | 1 | 0 | 0 | 3  | 0  | +3 |
|  | 2.   | Romana Nuoto     | 0  | 1 | 0 | 0 | 1 | 0  | 3  | -3 |

## Calendario e risultati
| \| 1ª giornata \| 20-9-03 \| \| Rari Nantes Roma - Romana Nuoto \| 3-0 \| |         |
| 1ª giornata                                                               | 20-9-03 |
| Rari Nantes Roma - Romana Nuoto                                           | 3-0     |

## Verdetti
- Rari Nantes Roma Campione d'Italia 1903